# De Zalmhaven
Pour les articles homonymes, voir Zalmhaven.
De Zalmhaven, également appelé Zalmhaventorens, est un ensemble de gratte-ciel composé de trois tours résidentielles à Rotterdam, aux Pays-Bas, inauguré en 2022.

## Liminaire

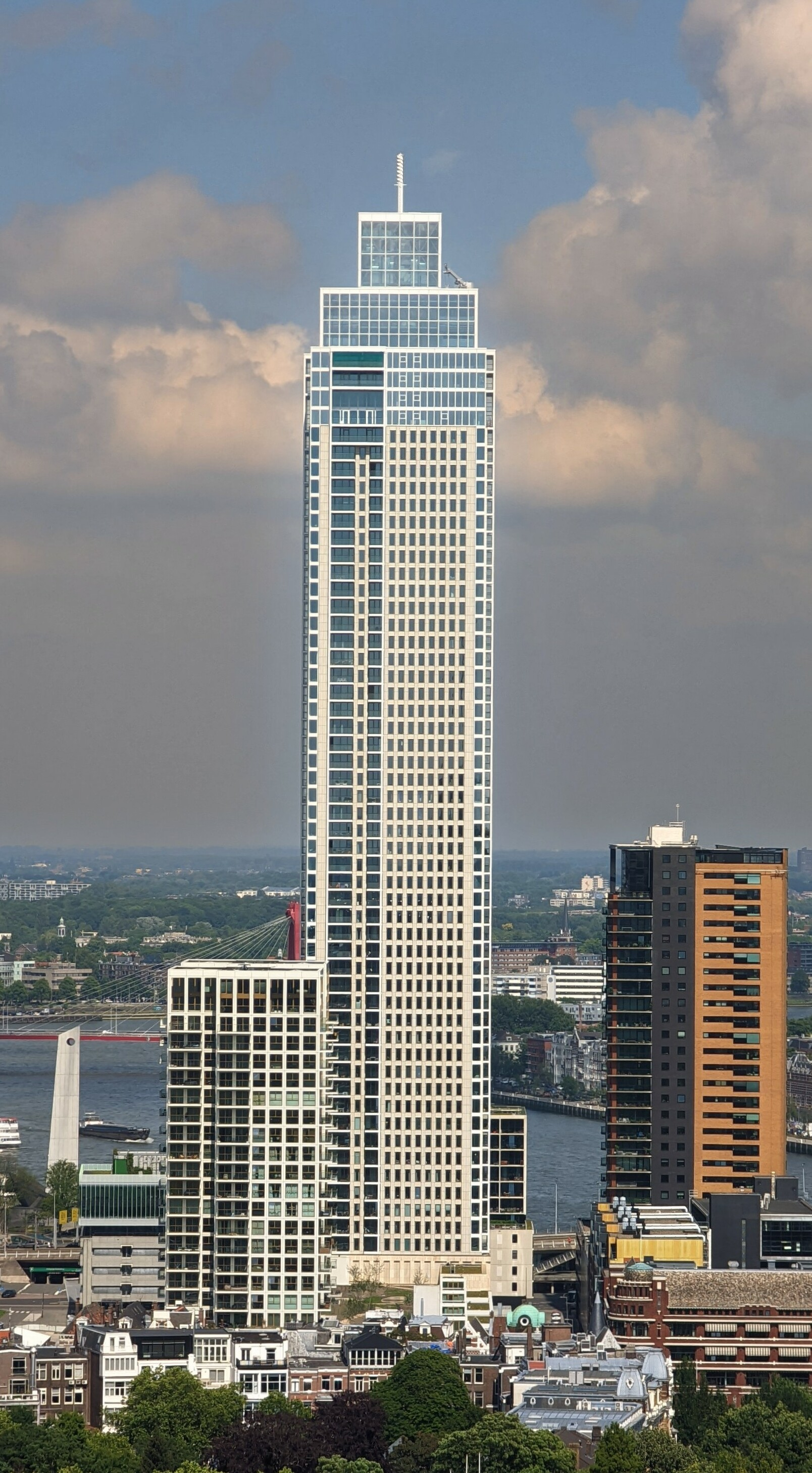
Les tours Zalmhaven, en 2022.

La plus haute tour, Zalmhaven I, est conçue par Dam en Partners Architecten et est le plus haut bâtiment des Pays-Bas (nl). Les tours Zalmhaven II et III ont été conçues par KAAN Architecten (nl).
Zalmhaven est situé entre l'ancien port Zalmhaven (Gedempte Zalmhaven) et la Houtlaan dans le Scheepvaartkwartier (quartier maritime) près du pont Érasme. Les tours sont situées dans un parc public.

## Histoire
Le conseil municipal de Rotterdam approuve le projet en septembre 2016.
Après quinze ans de préparation, la construction démarre le 25 octobre 2018. Le 15 décembre 2020, la construction de Zalmhaven II et III a atteint son point culminant. Le point culminant de Zalmhaven I est atteint en octobre 2021. L'ensemble du projet est achevé en 2022.

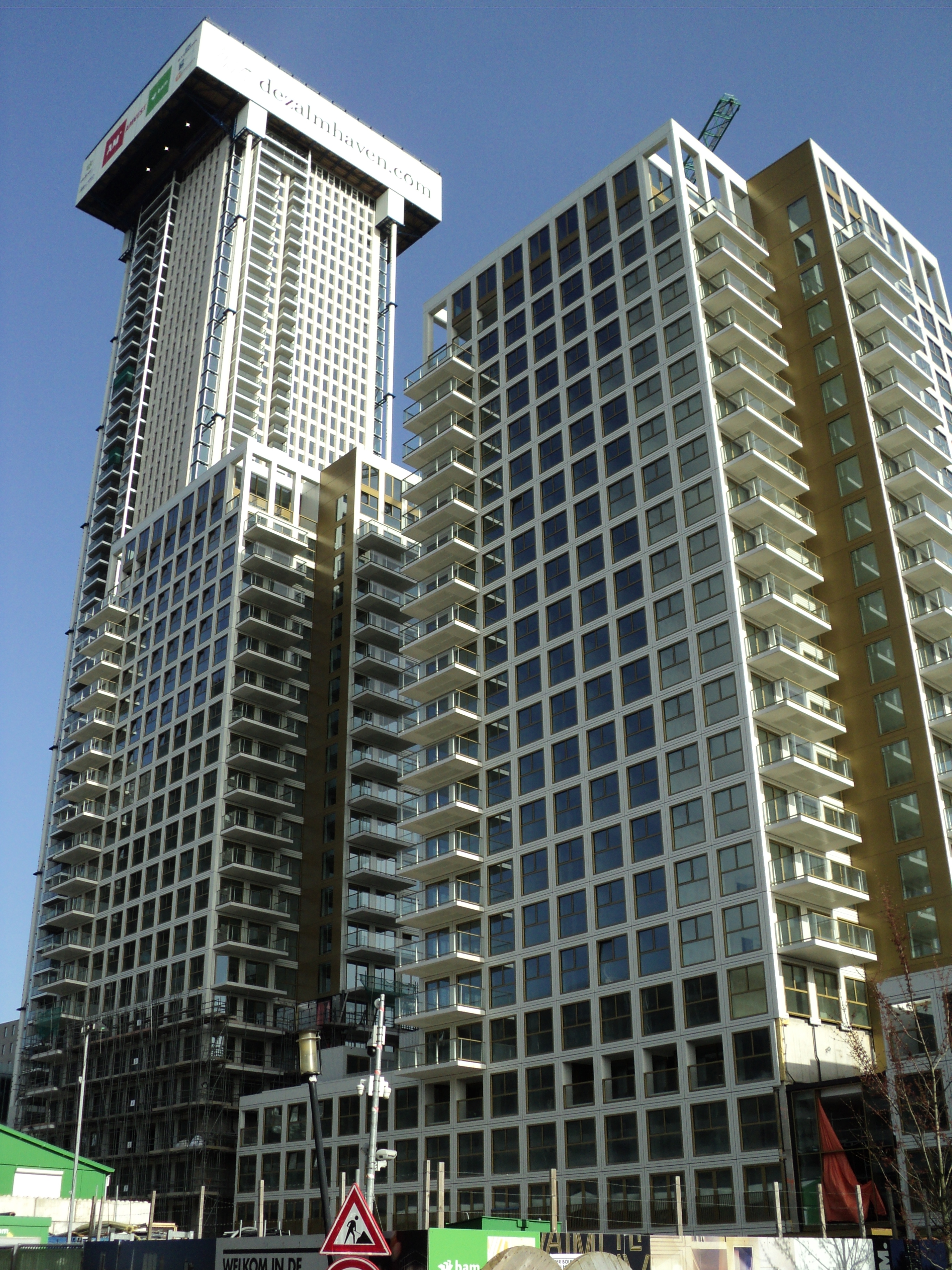
Les tours Zalmhaven en construction, en 2021.

## Dimensions
Le Zalmhaven I a une hauteur totale de 215 mètres, le bâtiment lui-même mesure 203 mètres et est surmonté d'un mât haut de 12 mètres.